# بورجو آ موزانو (بلدة)
بورجو موزانو هي مدينة وبلدية في مقاطعة لوكا، في شمال توسكانا (إيطاليا)، وتقع على نهر سيرشيو.

## التاريخ
تم ذكر المدينة لأول مرة في عام (879)، عندما ذكرت الوثيقة مكانًا واحدًا وهو
في الموقع Mozzano Prope Decimo. في وقت لاحق، أصبحت تحت سيطرة عائلة سوفريدينغي، ثم جمهورية لوكا.
بعد نهاية استقلال لوتشي، أصبحت جزءًا من دوقية توسكانا الكبرى، ومن عام (1860)، أصبحت جزءًا من إيطاليا الموحدة.

## المعالم السياحية الرئيسية

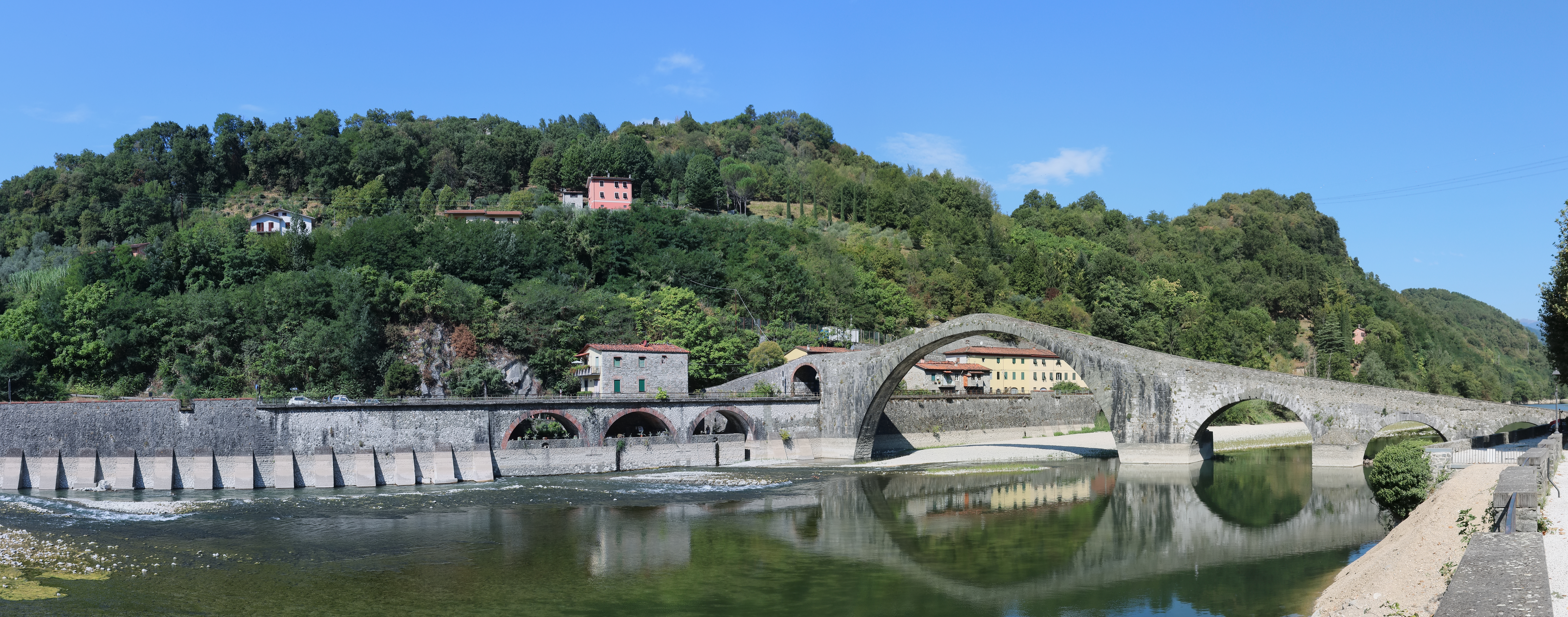
بونتي ديلا مادالينا / بونتي ديل ديافولو / جسر الشيطان.

يهيمن على بورجو آ موزانو وجود بونتي ديلا مادالينا الذي يُطلق عليه أيضًا اسم "del Diavolo" (جسر الشيطان). يُعتقد أن ماتيلدا من توسكانا هي التي كلفت ببناء الجسر الذي تم تجديده لاحقًا بواسطة كاستروتشيو كاستراكاني. يقع جسر الشيطان على الطريق السريع SP2 على بعد كيلومتر واحد شمال وسط المدينة. يعد هيكل الجسر المهيب من المعالم السياحية الشهيرة في المنطقة.
ممر الخط القوطي، وهو خط دفاع عسكري ألماني في الحرب العالمية الثانية، عبر البلدية. يتم الحفاظ على أقسام التحصين بشكل جيد ويمكن ترتيب جولات إرشادية في الداخل.
كانت كنيسة ودير سان فرانسيسكو في بورجو موزانو ديارًا ولكنها الآن تضم دار للمسنين. تعود الكنيسة إلى القرن الثاني عشر، و تقع الكنيسة في جريبو، بورجو وموزانوفي منطقة ديسيمو في البلدية.
يربط الجسر المعلق الذي يعود تاريخه إلى القرن التاسع عشر، بونتي ديلي كاتيني، أو (باجني دي لوكا) أو (جسر السلاسل)، تشيفينتي في بورجو موزانو إلى فورنولي في بلدة باجني دي لوكا المجاورة.

## المواصلات
تقع مدينة بورجو آ موزانو في موقع مركزي بين جارفانيانا و لوتشيسيا، ويمكن الوصول إليها بسهولة بالسيارة باستخدام SS12 "برينيرو " أو SP2 "لودوفيكا". أقرب مطار رئيسي (50 دقيقة بالسيارة) هو مطار جاليليو جاليلي الدولي في بيزا.
يوجد في البلدية محطتي قطار، بورجو آ موزانو و ديسيمو بيسكاليا، والتي تخدمها سكة حديد لوكا أولا .

## الشخصيات البارزة
- القديس يوحنا ليوناردي ، مؤسس الرهبان النظاميين لوالدة الإله في لوكا [4]
- جوزيبي أنطونيو لوتشي ، رسام
- نيكولو فازي ، لاعب كرة قدم
- فيديريكو ماتيللو ، لاعب كرة قدم

## الكوكب الصغير
تم تسمية الكوكب الصغير ب (44717 بورجواموزانو)، و الذي اكتشفه عالم الفلك الإيطالي الهاوي ساورو دوناتي في عام (1999)، على اسم المدينة. تم نشر naming citation بواسطة مركز الكواكب الصغيرة في 27 أغسطس 2019 ( M.P.C. 115894 ).

## المدن الشقيقة
- مارتوريل، إسبانيا
- أليسوند، النرويج

## الروابط الخارجية
- الموقع الرسمي باللغة الإيطالية
- موقع Borgo a Mozzano للمعلومات السياحية باللغة الإيطالية